# Julien Loriot
Pour les articles homonymes, voir Loriot.
Julien Loriot (vers 1633, Laval - 19 février 1715, Paris) est un religieux français.

## Biographie
Prêtre de l'Oratoire, il entre dans cette congrégation en 1654, âgé de vingt et un ans. Après s'y être consacré pendant quarante ans, à faire des missions dans les campagnes, il se fixe à Paris, dans la maison de Saint-Honoré, et y meurt le 19 février 1715.
Oratorien, sermonnaire, il est l'auteur de nombreux ouvrages de théologie.

## Publications
1. Sermons sur les plus importantes matières de la morale chrétienne, pour les missions et les paroisses ; Paris : C. Robustel, 1697 8 tomes en 7 vol. in-12, nouv. édit. revue, corrigée et augmentée. Paris : Ch. Robustel, 1715. 9 vol. in-12, Lyon : Périsse frères, 1844, 1848, 1853[1].;
2. Les Pseaumes de David en latin & en franc̜ois ; avec des reflexions morales sur chaque verset, pour en rendre la lecture plus utile, & la méditation plus aisée. Vulgate et paraphrase franc̜aise de J. Loriot ou P. Quesnel, Paris, Charles Osmont 1700, 3 vol. in-12 ;
3. Sermons pour l'octave du Saint-Sacrement. Paris, 1700, in-12 ;
4. Lettres de piété des Saints Pères, grecs et latins, des quatre premiers siècles de l'Église, où il est traité sous divers titres des principaux sujets de la morale chrétienne... Par le Père ***, prêtre de l'Oratoire. Paris : E. Couterot, 1700, 3 vol. in-12[2] ;
5. Sermons sur les mystères, de Notre-Seigneur, Paris : E. Couterot, 1700, 2 vol. in-12[2];
6. Sermons sur les mystères de la Vierge, Paris : E. Couterot, 1700, in-12, XIV-570 p., pièces limin., table[2];
7. Sermons des fêtes des saints, Paris : E. Couterot, 1700, 2 vol. in-12[2];
8. Sermons pour l'octave du Saint-Sacrement, Paris : E. Couterot, 1700, 2 vol. in-12 559 p. et table[2].;
9. Sermons pour tous les dimanches de l'année, Paris, 1701, 2 tomes, en 3 volumes in-12 ;
10. Ancienne et nouvelle discipline de l'Eglise touchant les bénéfices et les béneficiers extraite de la Discipline du R. P. Thomassin, prestre de l'Oratoire, par un prestre de la mesme congrégation, Paris : J. de Nully, 1702, in-4, pièces limin., 902 p. et tables[3]. ;
11. Vitae sanctarum, Veteris Testamenti piis cogitationibus explicate illustratœ, complectentes historiam judiricum, Regum, Tobiœ, Machabeorum et sanctarum mulierum, Paris, 1704, 2 vol., in-8 ;
12. Sermons sur les épîtres de tous les dimanches de l'année à l'usage de ceux qui s'appliquent aux missions et de ceux qui travaillent dans les paroisses, Paris : Robustel, 1713, 2 vol. in-12[2] ;
13. Abrégé en français, des Annales ecclésiastiques de France du Père Le Cointe[4].